# Avenue des États-Unis (Clermont-Ferrand)

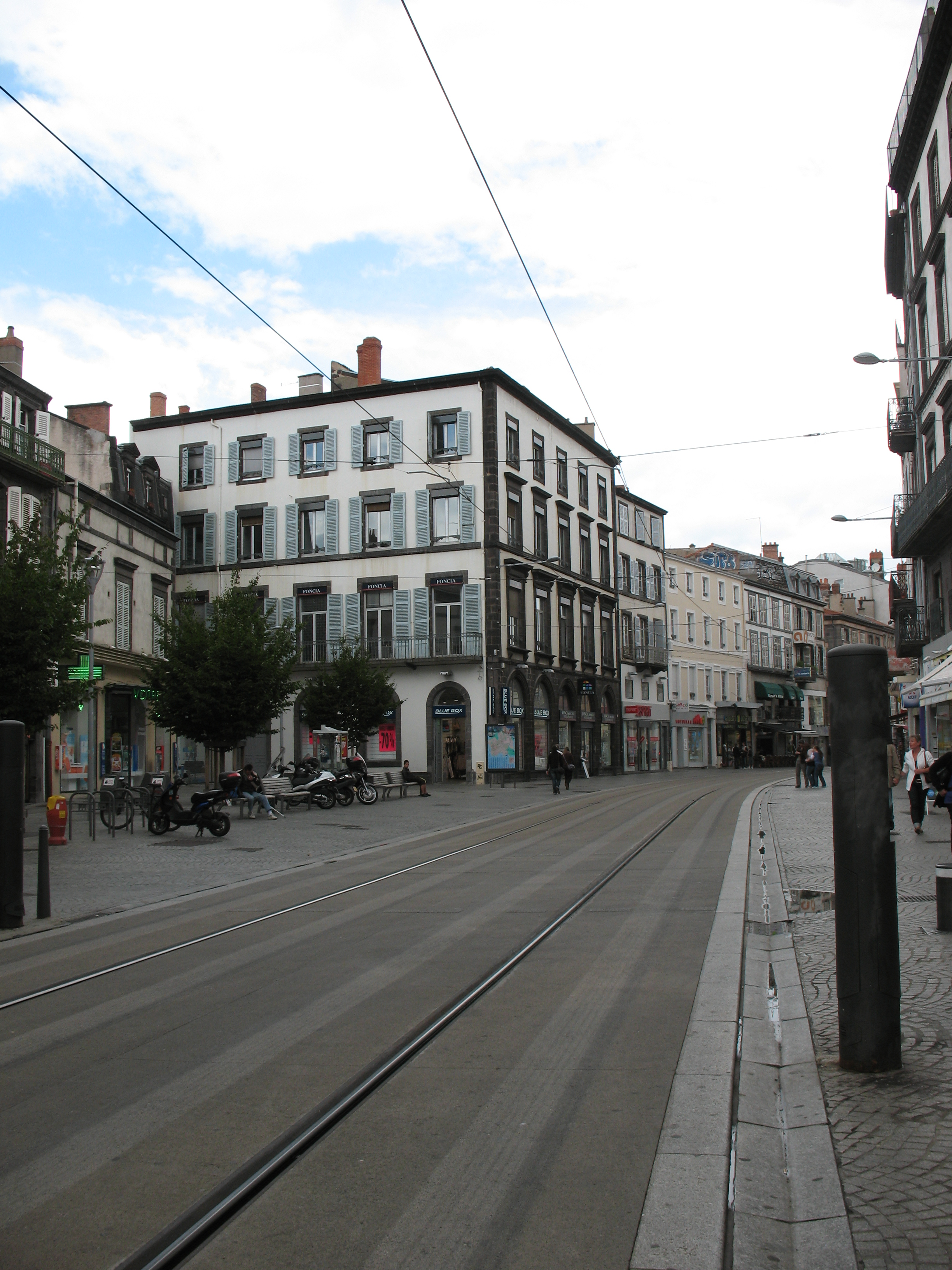
L'avenue non loin du croisement avec la rue Saint-Dominique

Pour les articles homonymes, voir Avenue des États-Unis.
L'avenue des États-Unis est une voie importante du centre de Clermont-Ferrand.

## Situation et accès
Elle relie la place Gilbert-Gaillard à la place de Jaude.

## Origine du nom
L'avenue a reçu son nom en l'honneur des États-Unis d'Amérique, entrés en guerre aux côtés de la France en 1917.

## Historique
Elle est nommée Charrièira dels Estats-Units en occitan.

## Bâtiments remarquables et lieux de mémoire
Le Quick actuel de l’avenue, fut autre fois un simple café et qui servait, en octobre 1940, de lieu de rassemblement pour des intellectuels de l’époque. C’est alors le premier mouvement de résistance de Clermont durant la guerre, avec la création d’un journal clandestin : Libération Sud, avec l’aide du journal La Montagne 